# Royal Mirrorball Classic 92〜03
『Royal Mirrorball Classic 92〜03 』（ロイヤル・ミラーボール・クラシック）は、日本の作編曲家・松井寛のオリジナルアルバムである。

## 収録曲
1. Dancing on Mars'（ダンシング・オン・マーズ）  
  - 作曲・編曲：松井寛、作詩：Suzi KIM、Miracle K
2. Little bit of your love（リトル・ビット・オブ・ユア・ラブ）
  - 作曲・編曲：松井寛、作詩：Suzi KIM、Miracle K
3. Super Love（スーパー・ラブ）
  - 作曲・編曲：松井寛、作詩：Suzi KIM、Miracle K
4. Tsun Ban Tsun yeah（ツン・バン・ツン・イエィ）
  - 作曲・編曲：松井寛、作詩：Suzi KIM、Miracle K
5. Love Luv Rendez-vous（ラブ・ラブ・ランデブー）
  - 作曲・編曲：松井寛、作詩：Suzi KIM、Miracle K
6. earth in blue（アース・イン・ブルー）
  - 作曲・編曲：松井寛、作詩：Suzi KIM、Miracle K
7. Pitter Patter（ピター・パター） 
  - 作曲・編曲：松井寛、作詩：Suzi KIM、Miracle K、ピアノソロ : Yasuyuki KITAJIMA
8. Samba de Howa Howa（サンバ・デ・ホワ・ホワ） 
  - 作曲・編曲：松井寛、作詩：Suzi KIM、Miracle K
9. earth in blue without voice（アース・イン・ブルー・ウィザウト・ヴォイス） 
  - 作曲・編曲：松井寛、作詩：Suzi KIM、Miracle K
10. Super Love cool classic mix（スーパー・ラブ・クール・ミックス） 
  - 作曲・編曲：松井寛、作詩：Suzi KIM、Miracle K

## 制作
- プロデューサー：松井寛 a.k.a. Royal Mirrorball
- エンジニア： Masahiro “Gutti” KAWAGUCHI、Shuichi IKEBUCHI (M03,M10 )
- 統括プロデューサー Satoru KOBAYASHI (御中レコード)